# Raphaël Hardy
Raphaël François Amédée Marie Hardy (1893-1968) foi um músico e arquiteto belga que emigrou para o Brasil no ano de 1912, vindo inicialmente a trabalhar como arquiteto contratado para as obras de construção da Estrada de Ferro Leopoldina Railways, indo então para cidade de Viçosa.

## Biografia
Raphaël Hardy nasceu no dia 22 de janeiro de 1893 na cidade Bruges, filho de François Joseph Marie Hardy e Louise Marie Christine Charlotte Loys. Formou-se como desenhista e assistente de arquitetura na Academia de Belas-Artes de Bruges e violoncelo no Conservatório de Música da mesma cidade.